# Samet Bülbül
Samet Bülbül (* 13. März 1991 in Istanbul) ist ein türkischer ehemaliger Fußballspieler.

## Karriere

### Verein
Bülbül kam im Istanbuler Stadtteil Beykoz auf die Welt und begann mit dem Vereinsfußball in der Jugend von Orta Çeşme SK und wechselte anschließend in die Jugend von Beşiktaş Istanbul. Zur Saison 2010/11 wurde er vom neuen Trainer Bernd Schuster, neben vielen anderen Spielern aus der Reservemannschaft, in das Saisonvorbereitungscamp mitgenommen und erhielt auch in diesem Zusammenhang einen Profivertrag. Während der Saison wurde er neben seiner Tätigkeit bei der Reservemannschaft auf immer wieder am Training der Profis beteiligt, kam aber zu keinem Pflichtspieleinsatz. Nach dem Rücktritt Schusters wurde er vom neuen Coach Tayfur Havutçu auf die Liste der Spieler gesetzt, die ausgeliehen werden sollten. So verbrachte Bülbül die Rückrunde der Saison 2010/11 beim Erstligisten Bucaspor.
Die Saison 2011/12 wurde er ebenfalls als Leihspieler abgegeben, diesmal zum Zweitligisten Şanlıurfaspor. Mit dieser Mannschaft feierte er zum Saisonende die Meisterschaft der TFF 2. Lig und damit den direkten Aufstieg in die TFF 1. Lig. Zum Saisonende wurde sein Leihvertrag um ein weiteres Jahr verlängert.
Zur Saison 2013/14 wechselte Bülbül zum Drittligisten Nazilli Belediyespor. Er verließ Nazilli zum Saisonstart 2014 und wechselte zu Besiktas U21, wo er allerdings lediglich für zwei Monate blieb, weil sein Vertrag nach mehreren Leihen auslief. Daraufhin war er für ein Jahr vereinslos, bis er im August 2015 zum Viertligisten Bayrampaşaspor wechselte und dort für knapp ein Jahr unter Vertrag stand. Er wechselte im Anschluss zu Çatalcaspor, wo er für knapp ein halbes Jahr unter Vertrag stand. Im Jahr 2018 trat er dann nach knapp einem Jahr Vereinslosigkeit Nazilli Belediyespor bei, wo er für ein halbes Jahr unter Vertrag stand, bis er diesen Verein ebenfalls verließ.

### Nationalmannschaft
Bülbül durchlief die türkischen U-19-Jugendnationalmannschaft.

## Erfolge
Mit Şanlıurfaspor
- Meister der TFF 2. Lig (1): 2011/12
- Aufstieg in die TFF 1. Lig (1): 2011/12